# 窑洼乡
窑洼乡，是中华人民共和国山西省忻州市保德县下辖的一个乡镇级行政单位。2021年5月，撤销窑洼乡、孙家沟乡，合并设立孙家沟镇。

## 行政区划
窑洼乡下辖以下地区：
曹虎村、关地坪村、庙沟村、胡家庄村、道座山村、首沟村、窑洼村、王家庄村、王家焉村、李家焉村、井儿洼村、桃园局村、克鲁驼村、大塔铺村、科局村、杨家圪台村、贾家庄村、前白家梁村、后白家梁村、新世科村、买子山村、寨子山村、张家河村、孙家峁村、郝家峁村和芦子坪村。